# Замки Бургундии
Замки Бургундии — это настольная игра для 2-4 игроков, действие которой происходит в средневековой Бургундии . Игра была разработана Штефаном Фельдом и проиллюстрирована Жюльеном Дельвалем и Гаральдом Лиске и опубликована в 2011 году издательством Ravensburger / Alea. Игра считается классикой жанра евроигр и считается одной из самых влиятельных настольных игр последнего десятилетия. В качестве механики игра использует бросание и размещение кубиков, модульную настройку и сбор наборов. Игральные кубики и возможность их менять дают игрокам широкий спектр вариаций.

## Ход игры
В замках Бургундии игроки собирают жетоны, чтобы заполнить свои личные игровые планшеты, собирая их с помощью брошенных кубиков, а затем получают преимущества за каждый размещенный жетон.

## Версии
В 2016 году Ravensburger выпустил «Замки Бургундии: Карточная игра». Издательство также выпустило в 2017 году версию «The Castles of Burgundy: The Dice Game». В 2019 году DIGIDICED разработала версию для Steam, Android и iOS.